# Irving Zisman
Irving Zisman foi criado por Johnny Knoxville, e teve sua primeira aparição na série original da MTV Jackass, no final da última temporada, em 2001.
Quando Knoxville teve a ideia de se tornar um homem de 90 anos, Spike Jonze, um dos criadores e produtores executivos de Jackass, recomendou a Johnny a SFX house, criadora de efeitos especiais, para a maquiagem. Mas o que Spike não sabia é que teria que ajudar a Knoxville como um parceiro, sendo como um amigo “velho”, ou como uma “velhinha de seios gigantescos”!
Com algumas situações bobas, mas criativas, Knoxville e Spike ficavam horas sentados nas cadeiras para a finalização da maquiagem.

## O Filme
- Ver o artigo principal

Em março de 2012, Knoxville discutiu a possibilidade de um quarto filme, dizendo “estamos mantendo nossa mente aberta”. Então, em junho de 2012, foi noticiado que a Paramount Pictures registrou vários domínios para um filme que seria chamado Jackass 4: Bad Grandpa.
Durante uma entrevista em The Howard Stern Show, em 18 de setembro de 2012, Bam Margera disse: “Não vai ser um filme inteiro sobre o caráter do vovô Knoxville.”
Jackass Presents: Bad Grandpa foi anunciado oficialmente em julho de 2013, e está previsto para ser lançado em 25 de Outubro de 2013 nos EUA, e em 29 de Novembro no Brasil.